# Michel Kreder
Michel Kreder (La Haya, Países Bajos, 15 de agosto de 1987) es un ciclista neerlandés que fue profesional entre 2006 y 2019. Su hermano Raymond al igual que su primo Wesley también son ciclistas profesionales.
El 7 de noviembre de 2019 anunció su retirada como ciclista profesional a los 32 años de edad.

## Palmarés
2007
- 1 etapa del Tour de Thüringe

2008
- 1 etapa del Circuito Montañés[3]
- 1 etapa del Tour de Alsacia

2009
- 1 etapa del Circuit de Lorraine
- 1 etapa del Circuito Montañés

2011
- 1 etapa del Circuito de la Sarthe

2012
- 2 etapas del Tour del Mediterráneo
- 1 etapa del Circuito de la Sarthe

2013
- 1 etapa de los Cuatro Días de Dunkerque

## Resultados en Grandes Vueltas
| Carrera | Carrera         | 2006 | 2007 | 2008 | 2009 | 2010  | 2011 | 2012 | 2013 | 2014 | 2015 | 2016 | 2017  | 2018 | 2019 |
| ------- | --------------- | ---- | ---- | ---- | ---- | ----- | ---- | ---- | ---- | ---- | ---- | ---- | ----- | ---- | ---- |
|         | Giro de Italia  | —    | —    | —    | —    | —     | —    | —    | —    | —    | —    | —    | —     | —    | —    |
|         | Tour de Francia | —    | —    | —    | —    | —     | —    | —    | —    | —    | —    | —    | —     | —    | —    |
|         | Vuelta a España | —    | —    | —    | —    | 152.º | —    | 96.º | Ab.  | —    | —    | —    | 128.º | —    | —    |

—: no participa

Ab.: abandono